# Campionati colombiani di ciclismo su strada
I campionati colombiani di ciclismo su strada sono la manifestazione ciclistica annuale che assegna il titolo di Campione di Colombia. I vincitori hanno il diritto di indossare per un anno, nelle gare di specialità, la maglia di campione colombiana, come accade per il campione mondiale.

## Storia
Organizzati per la prima volta nel 1946 e inizialmente aperti a ciclisti dilettanti, nel 1986 vengono "sdoppiati" con l'introduzione della prova per professionisti, vinta da Antonio Londoño. Nel 1996 le prove per professionisti e dilettanti vengono riunite nella prova per Elite; nel 1997 viene quindi assegnato per la prima volta il titolo nazionale Under-23. Per quanto concerne le gare femminili, la prima prova in linea risale al 1987.
Nel 1994 viene introdotta le prova nazionale maschile a cronometro; la prima edizione della prova femminile contro il tempo risale invece al 1998.

## Campioni in carica
| Uomini Elite | Uomini Elite    |
| ------------ | --------------- |
| In linea     | Egan Bernal     |
| Cronometro   | Egan Bernal     |
| Donne Elite  |                 |
| In linea     | Juliana Londoño |
| Cronometro   | Diana Peñuela   |

## Albo d'oro

### Titoli maschili
Aggiornato all'edizione 2025.
| Anno | Vincitore               | Secondo               | Terzo                   |
| ---- | ----------------------- | --------------------- | ----------------------- |
| 1946 | Jaime Gómez             |                       |                         |
| 1947 | Óscar Salinas           | Alfonso González      | Luis Ortíz              |
| 1948 | Luis Galo Chiriboga     | Óscar Salinas         | Benjamín Jiménez        |
| 1949 | Non organizzata         | Non organizzata       | Non organizzata         |
| 1950 | Efraín Forero           | Efraín Rozo           | Gilberto Cuevas         |
| 1951 | Non organizzata         | Non organizzata       | Non organizzata         |
| 1952 | Ernesto Gallego         | Efraín Forero         | Octavio Echeverry       |
| 1953 | Efraín Forero           | Fabio León            | Pedro Bernal            |
| 1954 | Efraín Forero           | Benjamín Jiménez      | Héctor Mesa             |
| 1955 | Jorge Luque             | Carlos Gil            | Efraín Forero           |
| 1956 | Fabio León Calle        | Pablo Hurtado         | Jaime Villegas          |
| 1957 | Hernán Medina           | Héctor Mesa Monsalve  | Carlos Montoya          |
| 1958 | Efraín Forero           | Diego Calero          | Humberto Gravina        |
| 1959 | Antonio Ambrosio        | Octavio Olarte        | Rubén Darío Gómez       |
| 1960 | Aureliano Gallón        | Mario Escobar         | Hernán Herrón           |
| 1961 | Mario Escobar           | Aureliano Gallón      | Hernán Herrón           |
| 1962 | Antonio Ambrosio        | Roberto Buitrago      | Martín Emilio Rodríguez |
| 1963 | Gabriel Halaix Buitrago | Carlos Siabatto       | Mario Escobar           |
| 1964 | Pablo Hernández         | Gustavo Rincón        | Antonio Forero          |
| 1965 | Martín Emilio Rodríguez | Pablo Hernández       | Severo Hernández        |
| 1966 | Aníbal Ricardo          | Jaime Galeano         | Severo Hernández        |
| 1967 | Luis Alfonso Galvis     | Álvaro Pachón         | Miguel Samacá           |
| 1968 | Jairo Grijalba          | Miguel Samacá         | Luis Hernán Díaz        |
| 1969 | Augusto Estrada         | Álvaro Pachón         | Albeiro Mejia           |
| 1970 | Álvaro Pachón           | Rubén Darío Gómez     | Carlos Campaña          |
| 1971 | Abraham Domínguez       | Fernando Cruz         | Juan de Dios Morales    |
| 1972 | Arturo Matamoros        | Jorge González        | Álvaro Pachón           |
| 1973 | Luis Hernán Díaz        | José de Jesús Vargas  | Miguel Guerrero         |
| 1974 | Fabio Navarro           | Carlos Campaña        | José Patrocinio Jiménez |
| 1975 | Hector Julio Mayorga    | Óscar Giraldo         | Abelardo Ríos           |
| 1976 | Luis Enrique Murillo    | Abelardo Ríos         | Jaime Galeano           |
| 1977 | Abelardo Ríos           | Alfonso Flórez        | Luis Carlos Manrique    |
| 1978 | Juan de Dios Morales    | Luis Carlos Manrique  | Jorge González          |
| 1979 | Julio Alberto Rubiano   | Juan de Dios Morales  | Luis Carlos Manrique    |
| 1980 | Non organizzata         | Non organizzata       | Non organizzata         |
| 1981 | Carlos Mario Jaramillo  | Rafael Tolosa         | Óscar Iván Carvajal     |
| 1982 | Germán Marín            | José Chalapud         | Ángel Ramírez           |
| 1983 | Álvaro Lozano           | Óscar Iván Carvajal   | José Plácido Arias      |
| 1984 | Néstor Mora             | Luis Carlos Manrique  | Antonio Agudelo         |
| 1985 | Fabio Parra             | Reynel Montoya        | Jorge León Otalvaro     |
| 1986 | Antonio Londoño         | Israel Corredor       | Reynel Montoya          |
| 1987 | Reynel Montoya          | Javier Montoya        | Manuel Cárdenas         |
| 1988 | Reynel Montoya          | Martín Ramírez        | Victor Hugo Olarte      |
| 1989 | Reynel Montoya          | Henry Cárdenas        | Álvaro Mejía            |
| 1990 | William Pulido          | Óscar de Jesús Vargas | Álvaro Lozano           |
| 1991 | Jorge Otálvaro          | Juan Carlos Arias     | Víctor Hugo Olarte      |
| 1992 | Jorge Otálvaro          | Luis Espinosa         | Alfonso Alayón          |
| 1993 | Federico Muñoz          | Javier Zapata         | Néstor Mora             |
| 1994 | Luis Alberto González   | Javier Zapata         | Héctor Palacio          |
| 1995 | Efraím Rico             | Celio Roncancio       | Óscar de Jesús Vargas   |
| 1996 | Celio Roncancio         | Javier Zapata         | Álvaro Lozano           |
| 1997 | José Castelblanco       | Raúl Gomez            | César Goyeneche         |
| 1998 | Johnny Ruiz             | Hernán Darío Muñoz    | Heberth Gutierrez       |
| 1999 | César Goyeneche         | Marlon Pérez          | Ruber Marín             |
| 2000 | Héctor Valenzuela       | Israel Ochoa          | Álvaro Lozano           |
| 2001 | Daniel Rincón           | Ismael Sarmiento      | Alejandro Cortés        |
| 2002 | Jhon Freddy García      | John Fredy Parra      | Élder Herrera           |
| 2003 | Élder Herrera           | Hugo Ferney Osorio    | Hérbert Gutiérrez       |
| 2004 | Israel Ochoa            | Graciano Fonseca      | Oved Yesid Ramírez      |
| 2005 | Walter Pedraza          | Hérbert Gutiérrez     | Luis Laverde            |
| 2006 | Alejandro Cortés        | Iván Casas            | Jhon Freddy García      |
| 2007 | Fidel Chacón            | John Fredy Parra      | Andrés Miguel Díaz      |
| 2008 | Darwin Atapuma          | Israel Ochoa          | Walter Pedraza          |
| 2009 | Óscar Álvarez           | Juan Pablo Wilches    | Diego Calderón          |
| 2010 | Félix Cárdenas          | Edson Calderón        | Stiber Ortiz            |
| 2011 | Weimar Roldán           | Carlos Ospina         | Camilo Ulloa            |
| 2012 | Félix Cárdenas          | Brayan Ramírez        | Darwin Atapuma          |
| 2013 | Walter Pedraza          | Jonathan Paredes      | Andrés Miguel Díaz      |
| 2014 | Miguel Ángel Rubiano    | Winner Anacona        | Juan Pablo Suárez       |
| 2015 | Robinson Chalapud       | Daniel Jaramillo      | Jeffry Romero           |
| 2016 | Edwin Ávila             | Sergio Henao          | Cayetano Sarmiento      |
| 2017 | Sergio Henao            | Jarlinson Pantano     | Óscar Quiroz            |
| 2018 | Sergio Henao            | Óscar Quiroz          | Diego Ochoa             |
| 2019 | Óscar Quiroz            | Juan Felipe Osorio    | José Serpa              |
| 2020 | Sergio Higuita          | Egan Bernal           | Daniel Martínez         |
| 2021 | Aristóbulo Cala         | Marco Tulio Suesca    | Luis Miguel Martínez    |
| 2022 | Sergio Higuita          | Yeison Rincón         | Esteban Chaves          |
| 2023 | Esteban Chaves          | Daniel Martínez       | Nairo Quintana          |
| 2024 | Alejandro Osorio        | Sergio Higuita        | Egan Bernal             |
| 2025 | Egan Bernal             | Diego Camargo         | Kevin Castillo          |

| Anno | Vincitore             | Secondo                  | Terzo                 |
| ---- | --------------------- | ------------------------ | --------------------- |
| 1994 | Luis Alberto González | Javier Zapata            | Héctor Palacio        |
| 1995 | Raúl Montaña          | Celio Roncancio          | Luis Alberto González |
| 1996 | Marlon Pérez          | Johnny Leal              | Vladimir González     |
| 1997 | Víctor Hugo Peña      | Carlos Alberto Contreras | Javier Zapata         |
| 1998 | Dubán Ramírez         | Julio Ernesto Bernal     | Israel Ochoa          |
| 1999 | Marlon Pérez          | Javier Zapata            | Jairo Hernández       |
| 2000 | Israel Ochoa          | Álvaro Lozano            | Raúl Montaña          |
| 2001 | Marlon Pérez          | Johnny Leal              | Vladimir González     |
| 2002 | Johnny Leal           | Marlon Pérez             | José Serpa            |
| 2003 | Héberth Gutiérrez     | José Serpa               | Israel Ochoa          |
| 2004 | Israel Ochoa          | Libardo Niño             | Jairo Hernández       |
| 2005 | Iván Parra            | Javier Zapata            | José Serpa            |
| 2006 | Libardo Niño          | José Serpa               | Mauricio Neiza        |
| 2007 | Santiago Botero       | Rigoberto Urán           | Israel Ochoa          |
| 2008 | Israel Ochoa          | Iván Parra               | Fabio Duarte          |
| 2009 | Santiago Botero       | Juan Carlos López        | Javier Zapata         |
| 2010 | Carlos Ospina         | Rafael Infantino         | Víctor Hugo Peña      |
| 2011 | Iván Casas            | Wilson Marentes          | Juan Carlos López     |
| 2012 | Iván Casas            | Marlon Pérez             | Jaime Suaza           |
| 2013 | Carlos Ospina         | Iván Casas               | Jaime Suaza           |
| 2014 | Pedro Herrera         | Omar Mendoza             | Víctor Hugo Peña      |
| 2015 | Rigoberto Urán        | Rafael Infantino         | Hernando Bohórquez    |
| 2016 | Walter Vargas         | Brayan Ramírez           | Juan Pablo Rendón     |
| 2017 | Jarlinson Pantano     | Rodrigo Contreras        | Walter Vargas         |
| 2018 | Egan Bernal           | Daniel Martínez          | Walter Vargas         |
| 2019 | Daniel Martínez       | Miguel Ángel López       | Egan Bernal           |
| 2020 | Daniel Martínez       | Nairo Quintana           | Egan Bernal           |
| 2021 | Walter Vargas         | Diego Camargo            | Andrés Camilo Ardila  |
| 2022 | Daniel Martínez       | Esteban Chaves           | Diego Camargo         |
| 2023 | Miguel Ángel López    | Walter Vargas            | Rodrigo Contreras     |
| 2024 | Daniel Martínez       | Brandon Rivera           | Rodrigo Contreras     |
| 2025 | Egan Bernal           | Walter Vargas            | Brandon Rivera        |

### Titoli femminili
Aggiornato all'edizione 2025.
| Anno      | Vincitrice             | Seconda                | Terza               |
| --------- | ---------------------- | ---------------------- | ------------------- |
| 1987      | Adriana Muriel         | Luz Stella Araque      | Rosa María Aponte   |
| 1988      | Adriana Muriel         | Doris Patricia Fonseca | Marta Luz López     |
| 1989      | Adriana Muriel         | Rosa Angélica Maya     | Ángela Gómez        |
| 1990      | Adriana Muriel         | Nelly Alba Amado       | Rosa María Aponte   |
| 1991      | Adriana Muriel         | Analida Cartagena      | Rosa Angélica Maya  |
| 1992-1997 | Non organizzata        | Non organizzata        | Non organizzata     |
| 1998      | Ana Betancur           | Nohora López           | Análida Cartagena   |
| 1999      | Paola Madriñán         | Flor Marina Delgadillo | Analida Cartagena   |
| 2000      | Non organizzata        | Non organizzata        | Non organizzata     |
| 2001      | Flor Marina Delgadillo | Martha López           | Magda Cubides       |
| 2002      | Nancy Casallas         | Flor Marina Delgadillo | Paola Madriñán      |
| 2003      | Paola Madriñán         | Flor Marina Delgadillo | Millerlandy Agudelo |
| 2004      | Non organizzata        | Non organizzata        | Non organizzata     |
| 2005      | Sandra Gómez           | -                      | -                   |
| 2006      | Magdaly Trujillo       | Laura Lozano           | Monica Mendez       |
| 2007      | Sandra Gómez           | María Luisa Calle      | Magdaly Trujillo    |
| 2008      | Paola Madriñán         | Lorena Vargas          | Flor Delgadillo     |
| 2009      | Leidy Salazar          | Lorena Vargas          | Laura Lozano        |
| 2010      | Viviana Velásquez      | Cristina Sanabria      | Laura Lozano        |
| 2011      | Viviana Velásquez      | Lorena Colmenares      | Maritza Ceballos    |
| 2012      | Lorena Vargas          | Henny Rubio            | Cristina Sanabria   |
| 2013      | Lorena Vargas          | Andreina Rivera        | Claudia Castaño     |
| 2014      | Valentina Paniagua     | Diana Peñuela          | Laura Lozano        |
| 2015      | Leidy Muñoz            | Diana Peñuela          | Cristina Sanabria   |
| 2016      | Adriana Tovar          | Blanca Moreno          | Laura Lozano        |
| 2017      | Luisa Naranjo          | Diana Peñuela          | Lorena Vargas       |
| 2018      | Kathrin Montoya        | Milena Salcedo         | Laura Lozano        |
| 2019      | Liliana Moreno         | Jessica Parra          | Estefania Herrera   |
| 2020      | Catalina Gómez         | Jeniffer Medellín      | Lorena Beltrán      |
| 2021      | Lorena Colmenares      | Paula Patiño           | Diana Peñuela       |
| 2022      | Diana Peñuela          | Lorena Colmenares      | Andrea Alzate       |
| 2023      | Diana Peñuela          | Paula Patiño           | Lina María Rojas    |
| 2024      | Paula Patiño           | Diana Peñuela          | Jessenia Meneses    |
| 2025      | Juliana Londoño        | Diana Peñuela          | Paula Patiño        |

| Anno | Vincitrice             | Seconda           | Terza             |
| ---- | ---------------------- | ----------------- | ----------------- |
| 1998 | Ana Betancur           | Sandra Gómez      | Lucila Rodríguez  |
| 1999 | María Luisa Calle      | Sandra Gómez      | Paola Madriñán    |
| 2000 | Flor Marina Delgadillo | Martha Luz López  | Nancy Casallas    |
| 2001 | Flor Marina Delgadillo | María Luisa Calle | Nancy Casallas    |
| 2002 | María Luisa Calle      | Sandra Gómez      | Paola Madriñán    |
| 2003 | Sandra Gómez           | Paola Madriñán    | Natalia Mejía     |
| 2004 | Paola Madriñán         | -                 | -                 |
| 2005 | María Luisa Calle      | -                 | -                 |
| 2006 | Monica Méndez          | Diana Agudelo     | Laura Lozano      |
| 2007 | María Luisa Calle      | Monica Méndez     | Laura Lozano      |
| 2008 | Paola Madriñán         | Lorena Vargas     | María Luisa Calle |
| 2009 | Paola Madriñán         | Lorena Vargas     | Serika Gulumá     |
| 2010 | Paola Madriñán         | Adriana Tovar     | Elizabeth Agudelo |
| 2011 | María Luisa Calle      | Lorena Vargas     | Laura Lozano      |
| 2012 | María Luisa Calle      | Laura Lozano      | Adriana Tovar     |
| 2013 | Serika Gulumá          | Adriana Tovar     | Lorena Vargas     |
| 2014 | Serika Gulumá          | María Luisa Calle | Andreina Rivera   |
| 2015 | Ana Sanabria           | Serika Gulumá     | Laura Buriticá    |
| 2016 | Ana Sanabria           | Serika Gulumá     | Adriana Tovar     |
| 2017 | Ana Sanabria           | Adriana Tovar     | Laura Lozano      |
| 2018 | Serika Gulumá          | Estefanía Herrera | Rocio Parrado     |
| 2019 | Serika Gulumá          | Ana Sanabria      | Estefanía Herrera |
| 2020 | Ana Sanabria           | Diana Peñuela     | Camila Valbuena   |
| 2021 | Serika Gulumá          | Ana Sanabria      | Milena Fagua      |
| 2022 | Marcela Hernández      | Tatiana Dueñas    | Camila Valbuena   |
| 2023 | Marcela Hernández      | Diana Peñuela     | Ana Sanabria      |
| 2024 | Diana Peñuela          | Karen Villamizar  | Ana Sanabria      |
| 2025 | Diana Peñuela          | Karen Villamizar  | Paula Patiño      |